# アントニオ・シベラ
アントニオ・シベラ（Antonio Sivera、1996年8月11日 - ）は、スペイン・バレンシア州アリカンテ県ハベア/シャビア出身のサッカー選手。リーガ・エスパニョーラ・デポルティーボ・アラベス所属。ポジションはゴールキーパー。

## 経歴

### クラブ
2005年に地元のクラブであるCDシャビアに入団。その後、アリカンテCF、エルクレスCFを経て、同郷の強豪クラブバレンシアCFのリザーブチームであるバレンシアCF・メスタージャに加入。ここでトップチームを目指すことになった。
2017年7月19日、デポルティーボ・アラベスに移籍。2017年10月24日のコパ・デル・レイ、対ヘタフェ戦にて移籍後初出場を飾った。リーグデビューは翌年4月9日のアトレティコ・マドリード戦。しかし、この試合で63分に負傷し、フェルナンド・パチェコと交代した。その後、1点を失い、チームは敗北した。

### 代表
2015年5月、UEFA U-19欧州選手権2015を戦うU-19スペイン代表に呼ばれ、U-19ロシア代表との決勝戦で勝利し優勝を果たした。
2019年6月、UEFA U-21欧州選手権2019に参加するU-23スペイン代表に招集された。大会では、初戦のイタリア戦でウナイ・シモンにスタメンを奪われるも、この試合でスペインは1-3と敗北したため、この試合以降はアントニオがゴールを守った。結果、スペイン代表は決勝でU-23ドイツ代表を2-1で破り、5度目の優勝を飾った。